# Heterojunção
Heterojunção é usualmente uma junção Semicondutor-Semicondutor, em que ambos são diferentes e com diferentes caracteristicas e não apenas dopagem distinta. Uma junção Metal-Semicondutor também é chamada de heterojunção. Quando duas heterojunções são do mesmo tipo de condutividade, diz-se que são isótopas, quando são diferentes diz-se anisótopas.

## História
William Schottky, em 1951, propôs utilizar-se uma heterojunção de forma a aumentar a eficácia da injeção de portadores na junção base-emissor dos transistores bipolares. Em 2000, o Prémio Nobel da Física foi atribuido conjuntamente a Herbert Kroemer e Zhores I. Alferov, por desenvolvimento de heteroestruturas semicondutoras usadas em optoeletrónica.

## Fabrico e Aplicações
No fabrico das heterojunções, é normalmente empregue a técnica de epitaxia de feixes moleculares. Nos Laser, Kroemer, sugeriu o uso de um material de banda direta pequena, entre duas camadas de um material de largura de banda proibida maior. Os portadores seriam condicionados de tal modo que o uso do Laser fosse possivel à temperatura ambiente e com correntes de limiar relativamente baixas. Levou alguns anos até a industria do fabrico dos materiais estar à altura das ideias de Kroemer.

## Semicondutor-Semicondutor
Perto da interface da junção ocorre um encurvamento das bandas de condução e de valência, tal como ocorre nas homojunções (Ex. Junção P-N). Em equilibrio termodinâmico, o nível de Fermi é constante nos dois materiais. Junto da interface ocorre também uma diferença de potencial de contato, devido à diferença relativa dos trabalhos de saída dos dois materiais.

## Metal-Semicondutor
Este tipo de junção está na base do fabrico dos diodos de Schottky, na qual é usado um metal como o cobre junto de um semicondutor como o silicio.

## Estrutura

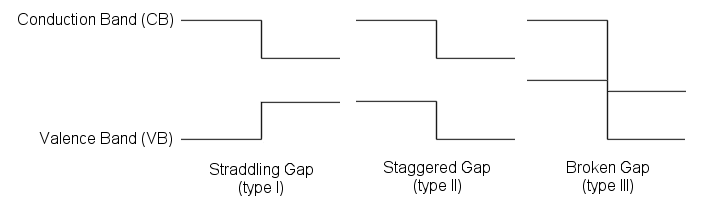
Tipos de heterojunções

No diagrama de bandas junto da interface de dois materiais distintos existe uma descontinuidade. E existem três tipos de interfaces, do tipo I, straddling gap, tipo II, staggered gap, e ainda do tipo III, broken gap. 
No diagrama de bandas, é possivel obter-se por construção o trabalho de saída, {\displaystyle W_{S}} do material. A partir daí a diferença de potencial de contacto é determinada da seguinte maneira:
{\displaystyle V_{C0}={\frac {|W_{S1}-W_{S2}|}{q}}}
Onde {\displaystyle q} é o módulo da carga do eletrão.
Tem-se como propriedade retificadora a seguinte condição:
{\displaystyle W_{Sn}<W_{Sp}}
Que são, respetivamente, o trabalho de saída do lado dopado com dadores e o trabalho de saída do lado dopado com aceitadores.
Para a junção ter caracter óhmico, é necessário:
{\displaystyle W_{Sn}>W_{Sp}}